# Scopula anaitisaria
Scopula anaitisaria är en fjärilsart som beskrevs av Walker 1861. Scopula anaitisaria ingår i släktet Scopula och familjen mätare. Inga underarter finns listade.